# Higin
Higin, papa od oko 136. do oko 142. i svetac Katoličke Crkve. Spomendan mu je 11. siječnja.

## Životopis
Bio je filozof atenskoga podrijetla, a za svoga je kratka pontifikata, prema zbirci Liber pontificalis, ustanovio niže redove (ostijarij, lektor, egzorcist, akolit i subđakon) te uredio crkvenu hijerarhiju, čime je uveo jasniju razliku između obveza prezbitera i đakona.
Prema tradiciji, uveo je kumstvo pri krštenju. Prema Ireneju Lionskom, u njegovo je doba u Rim došao gnostik Valentin, koji je ostao u gradu sve do pontifikata pape Aniceta. Istovremeno u Rimu je bio i drugi gnostički učitelj, Cerdon, koji je priznao svoje greške i bio primljen u zajedništvo s Crkvom, ali se kasnije ponovno vratio svome krivovjerju.
Prema predaji, Higin je naložio da sve crkve moraju biti posvećene.  Prema drevnoj predaji, pogubljen je za progonstava pod carem Antoninom Pijem, no ne postoje dokazi o njegovu mučeništvu. Pokopan je blizu bazilike svetog Petra u Rimu.
U Rimskom martirologiju o njemu piše: